# CB Darién
Uniformes
Le CB Darién est un club panaméen de baseball évoluant en Ligue du Panama.
Basé à Chepo, le CB Darién évolue à domicile à l'Estadio Jose De La Luz Thompom, enceinte de 2 000 places. Chepo est située dans la province administrative de Panama, mais représente la Région de Darién couvrant l'ensemble de province du Darién mais aussi l'extrême est de la province de Panama.

## Historique
Le club attend toujours de connaître le sacre avec son équipe fanion. En 2010, Darién termine 11e et dernier en saison régulière avec 4 victoires pour 16 défaites